# Charles Dickens
Charles John Huffam Dickens (Landport, 7 de febrero de 1812-Gads Hill Place, 9 de junio de 1870), conocido como Charles Dickens, fue un escritor inglés. Creó algunos de los personajes de ficción más conocidos en el mundo y muchos lo consideran el mejor novelista de la época victoriana. Sus libros gozaron de una popularidad sin precedentes durante su vida, y, en el siglo XX, críticos y estudiosos lo habían reconocido como un genio literario. Sus novelas y sus cuentos todavía son muy leídos hoy y se adaptan con gran frecuencia al teatro y al cine.
Dickens ha sido elogiado por muchos de sus colegas escritores, desde León Tolstói hasta George Orwell, G. K. Chesterton y Tom Wolfe, por su realismo, su comedia, su estilo de prosa, sus caracterizaciones únicas y su crítica social. Sin embargo, Oscar Wilde, Henry James y Virginia Woolf se quejaron de su falta de profundidad psicológica, su escritura floja y su sentimentalismo.
El término dickensiano se utiliza para describir algo que recuerda a Dickens y sus obras, como las malas condiciones sociales o los personajes cómicamente repulsivos.

## Biografía

### Primeros años
Charles Dickens era hijo de John Dickens (1786-1851), oficinista de la Pagaduría de la Armada en el arsenal del puerto de Portsmouth, y de su esposa Elizabet Barrow (1789-1863). En 1814, la familia se trasladó a Londres, a la Somerset House, en el número diez de Norfolk Street. Cuando el futuro escritor tenía cinco años, la familia se mudó a Chatham, Kent. Su madre era de clase media y su padre siempre arrastraba deudas, debido a su excesiva inclinación al despilfarro.[cita requerida] Charles no recibió ninguna educación hasta la edad de nueve años, hecho que posteriormente le reprocharían sus críticos, al considerar su formación en exceso autodidacta. Con esta edad, después de acudir a una escuela en Rome Lane, estudió cultura en la escuela de William Gile, un graduado en Oxford. Pasaba el tiempo fuera de su casa, leyendo vorazmente. Mostró una particular afición por las novelas picarescas, como Las aventuras de Roderick Random y Las aventuras de Peregrine Pickle, de Tobias Smollett, y Tom Jones, de Henry Fielding. Este sería su escritor favorito. También leía con fruición novelas de aventuras como Robinson Crusoe y Don Quijote de la Mancha. En 1823, vivía con su familia en Londres, en el número 16 de Bayham Street, Camden Town, que era entonces uno de los suburbios más pobres de la ciudad. Aunque sus primeros años parecen haber sido una época idílica, él se describía como un «niño muy pequeño y no especialmente cuidado». También hablaría de su extremo patetismo y de su memoria fotográfica de personas y eventos, que le ayudaron a trasladar la realidad a la ficción.
Su vida cambió profundamente cuando su padre fue denunciado por impago de sus deudas y encarcelado en la prisión de deudores de Marshalsea. La mayor parte de la familia se trasladó a vivir con el Sr. Dickens a la cárcel, posibilidad establecida entonces por la ley, que permitía a la familia del moroso compartir su celda. Charles fue acogido en una casa de Little College Street, regentada por la Señora Roylance y acudía los domingos a visitar a su padre en la prisión.
A los doce años, se consideró que el futuro novelista tenía la edad suficiente para comenzar a trabajar, y así comenzó su vida laboral, en jornadas diarias de diez horas en la Warren's boot-blacking factory, una fábrica de betún para calzado, ubicada cerca de la actual estación ferroviaria Charing Cross de Londres. Este periodo su vida transcurrió pegando etiquetas en los botes de shoes polish (betún para calzado); ganaba seis chelines semanales. Con este dinero, tenía que pagar su hospedaje y ayudaba a la familia, la mayoría de la cual vivía con su padre, que permanecía encarcelado.
Después de algunos meses, su familia pudo salir de la prisión de Marshalsea, pero su situación económica no mejoró hasta pasado un tiempo, cuando al morir la abuela materna de Charles su padre recibió una herencia de 250 libras. Su madre no retiró a Charles de forma inmediata de la compañía, que era propiedad de unos parientes de ella. Dickens nunca olvidó el empeño de su madre de obligarlo a permanecer en la fábrica. Estas vivencias marcaron su vida como escritor: dedicó gran parte de su obra a denunciar las condiciones deplorables bajo las cuales sobrevivían las clases proletarias. En su novela David Copperfield, juzgada como la más autobiográfica, escribió: «Yo no recibía ningún consejo, ningún apoyo, ningún estímulo, ningún consuelo, ninguna asistencia de ningún tipo, de nadie que me pudiera recordar. ¡Cuánto deseaba ir al cielo!».

### Primera etapa
En mayo de 1827, Dickens empezó a trabajar como pasante en el bufete de los procuradores Ellis & Blackmore y después de un tiempo como taquígrafo judicial, periodístico y parlamentario, y desarrolló un sistema propio de braquigrafía para tomar notas rápidamente tan personalizado que se volvió ininteligible para los demás. Como criptógrafo aficionado, intentó incluso descifrar la Inscripción de Shugborough.
En 1828 comenzó a colaborar como reportero en el Doctor's Commons y posteriormente ingresó en calidad de cronista parlamentario en el True Sun. Por esta época se interesó por la escena teatral londinense, apuntándose a clases de interpretación; pero el día de la realización de la audición padeció gripe y no pudo asistir, apagándose así sus sueños de ser actor teatral.
En 1834 lo contrató el Morning Chronicle como periodista político, para informar sobre debates parlamentarios, y viajar a través del país a cubrir las campañas electorales. En 1836 sus artículos en forma de esbozos literarios que habían ido apareciendo en distintas publicaciones desde 1833, se publicaron formando el primer volumen de Sketches by Boz y que dio paso en marzo de ese mismo año a la publicación de las primeras entregas de Los papeles póstumos del club Pickwick. Posteriormente continuó contribuyendo y editando diarios durante gran parte de su vida.
El 2 de abril de 1836 contrajo matrimonio con Catherine Thompson Hogarth (1816-1879) y estableció su residencia en Bloomsbury. Tuvieron diez hijos: Charles Culliford Boz Dickens (1837-1896), Mary Dickens (1838-1896), Kate Macready Dickens (1839-1929), Walter Landor Dickens (1841-1863), Francis Jeffrey Dickens (1844-1886), Alfred D'Orsay Tennyson Dickens (1845-1912), Sydney Smith Haldimand Dickens (1847-1872), Henry Fielding Dickens (1849-1933), Dora Annie Dickens (1850-1851) y Edward Bulwer Lytton Dickens (1852-1902).
En 1836 aceptó el trabajo de editor del Bentley's Miscellany, que mantendría hasta 1839, cuando discutió con el dueño. Otros dos periódicos de los que Dickens fue asiduo contribuyente fueron Household Words y All the Year Round. En 1842, viajó junto a su esposa a los Estados Unidos, hecho que describió brevemente en Notas de viaje americanas y que sirvió también como base de alguno de los episodios de Martin Chuzzlewit. Aunque poco después mostró interés por el Unitarismo cristiano, Dickens seguiría siendo anglicano durante el resto de su vida. Hacia 1849, Dickens escribiría La vida de nuestro Señor (en inglés: The Life of Our Lord), un libro corto que abordaba la vida de Jesucristo con un lenguaje sencillo y que fue escrito con el propósito de inculcar la religión cristiana a sus hijos. Influido por su formación protestante, rechazó las denominaciones del catolicismo y el evangelicalismo, y trató de forma crítica la hipocresía de instituciones religiosas y filosofías, espiritualismo que él consideraba una desviación del verdadero espíritu del cristianismo. Dickens no solo profesaba ser cristiano, sino que, en palabras de su hijo Henry Fielding Dickens, sería descrito como un hombre de «profundas convicciones religiosas». León Tolstói y Fiodor Dostoievski se referirían a él como «ese gran escritor cristiano».
Los escritos de Dickens fueron sumamente populares en sus días y fueron leídos extensamente. En 1856, su popularidad le permitió comprar Gad's Hill Place. Esta gran casa ubicada en Higham, Kent, tenía un especial significado para el escritor, ya que de niño había caminado por sus cercanías y había soñado con habitarla. El lugar fue también el lugar donde se desarrollan algunas escenas de la primera parte del Enrique IV, de Shakespeare, conexión literaria que complacía a Dickens.
Vio publicadas nueve entregas en 1836, y las once restantes en 1837, de The Posthumous Papers of the Pickwick Club (Los papeles póstumos del Club Pickwick). Su siguiente obra fue Oliver Twist (1837-1838) un relato auténticamente autobiográfico y que se publicó por entregas durante dos meses. A esta obra siguieron Nicholas Nickleby (1838-1840) y La tienda de antigüedades (1840-1841), donde narra las desdichas de la pequeña Nelly, con pasajes inspirados en el reciente fallecimiento de su cuñada Mary Hogarth, de diecisiete años, a quien Dickens adoraba. La obra tuvo un gran éxito en Inglaterra y América.
Gracias a las obras que iba publicando, Dickens ganó un gran prestigio. En 1841 fue nombrado hijo adoptivo por la ciudad de Edimburgo y viajó a Estados Unidos, donde fue rechazado por la sociedad de este país debido a las conferencias que impartía y a la novela Notas de América, contraria a la esclavitud y que Dickens había experimentado personalmente en su infancia. A pesar de ello, se reconcilió con el público estadounidense después de la publicación de Canción de Navidad en 1843.
Su novela Dombey and Son («Dombey e hijo», 1846-1848) significó un cambio en su método de trabajo: pasó de la improvisación hacia la completa planificación, apoyándose para la escritura en la maestría que alcanzó en el manejo de los recursos novelísticos. Fundó en 1849 el semanario Household Words, donde difundió escritos de autores poco conocidos y en el que publicó dos de sus más excelsas obras: Bleak House (Casa desolada, 1852-1853) y Hard Times (Tiempos difíciles, 1854).
Para ese punto ya era considerado como el gran novelista de lo social. Sometido como estaba a una gran carga de trabajo destinada a satisfacer la demanda de sus lectores, Dickens no tardó en caer en una crisis que le llevó a la ruptura con sus editores, tras exigirles una mayor remuneración, petición que fue denegada. Después de ello, Dickens inició una serie de viajes a Italia, publicando Imágenes italianas, Suiza y Francia, en donde conoció a Alejandro Dumas y a un joven Julio Verne, además de admirar la sociedad parisina. A su regreso a Inglaterra, obligado por nuevas necesidades económicas, extendió su actividad a otros campos: organizó representaciones teatrales, fundó el Daily News, hizo de actor y comenzó a dar conferencias, como las que daba sobre los derechos de autor, defensa de las prostitutas y condena de la pena de muerte, muy en boga en Londres como divertimento del pueblo.
Su gran best seller fue  David Copperfield, del cual llegó a vender hasta 100 000 ejemplares en poco tiempo. Fue también el primer escritor en utilizar la palabra detective en sus novelas.

### Segunda etapa

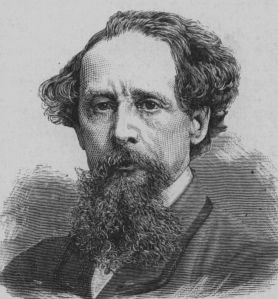
Retrato de Dickens

Alrededor de 1850 la salud de Dickens había empeorado; este cambio fue agravado por la muerte de su padre, de una hija y de su hermana Fanny. Dickens se separó de su esposa en 1858. En la era victoriana, el divorcio era impensable, particularmente para personas famosas como él. No obstante, continuó manteniendo a ella y a la casa por los siguientes 20 años, hasta el día que ella falleció. Aunque inicialmente vivían felices juntos, Catherine no parecía compartir en lo más mínimo la desmedida energía que Dickens tenía. Su trabajo de vigilar a sus diez niños y la presión de vivir con un mundialmente famoso novelista ciertamente no ayudaba. Georgina, la hermana de Catherine, se mudó para ayudarla, pero circulaban rumores de que Charles estaba involucrado románticamente con su cuñada. Una indicación de la crisis matrimonial ocurrió cuando, en 1855, él fue al encuentro de su primer amor, María Beadnell. María también estaba casada en estos tiempos, pero ella había cambiado muchísimo del recuerdo romántico que Dickens tenía de ella. A partir de entonces, el cambio del carácter de Charles Dickens fue tan notable que varios amigos suyos declararon no reconocer en él a la persona que habían conocido. A pesar de todo, Dickens continuó escribiendo y dando conferencias y se refugió en casa de su amigo Wilkie Collins (el creador del género de misterio). Llegaron a escribir relatos juntos y se recomendaban ideas para sus respectivas novelas. En 1859 publicó Historia de dos ciudades. En 1863 crea The Arts Club.
El 9 de junio de 1865, mientras regresaba de Francia para ver a Ellen Ternan, Dickens sufrió un accidente, el famoso choque ferroviario de Staplehurst, en el cual los siete primeros vagones del tren cayeron de un puente que estaba siendo reparado. El único vagón de primera clase que no cayó fue aquel donde se encontraba Dickens. El novelista pasó mucho tiempo atendiendo a los heridos y moribundos antes de que los rescatadores llegasen. Antes de partir se acordó del inconcluso manuscrito de Nuestro amigo mutuo, y regresó al vagón únicamente a recuperarlo. Típico de Dickens, él luego usaría esta terrible experiencia para escribir su corta historia de fantasmas El guardavía, en la cual el protagonista tiene la premonición de un choque ferroviario.
Dickens se las arregló para evadirse de la investigación del choque, pues como ahora se sabe, él estaba viajando ese día con Ellen Ternan y su madre, lo cual podía causar un escándalo. Ellen, una actriz, había sido la compañera de Dickens desde que este finalizó su matrimonio, y, como él la conoció en 1857, fue probablemente la última razón para su separación. Ella continuó siendo su compañera, más bien su señora, hasta el día de su muerte. Las dimensiones de la aventura fueron desconocidas hasta la publicación en 1939 de Dickens y su hija, un libro acerca de la relación intrafamiliar del autor con su hija Kate. Kate Dickens trabajó con Gladys Storey en el libro antes de su muerte, ocurrida en 1929, y afirmó que Dickens y Ternan tuvieron un hijo que murió en la infancia, aunque no existe ninguna evidencia concreta que corrobore sus afirmaciones.
Dickens, aunque ileso, nunca se recuperó totalmente del accidente de Staplehurst. Su prolífica pluma se dedicó a completar Nuestro amigo mutuo y a comenzar El misterio de Edwin Drood, que quedó inacabada en su último tercio, y cuyo desconocido final dio lugar hasta hoy a innumerables hipótesis. Mucho de su tiempo fue utilizado en lecturas públicas de sus más amadas novelas. Dickens estaba fascinado con el teatro como un escape del mundo real, y los teatros y el público teatral aparecen en Nicholas Nickleby. Los espectáculos itinerantes eran extremadamente populares, y el 2 de diciembre de 1867 Dickens dio su primera lectura pública en los Estados Unidos, en un teatro de Nueva York. El esfuerzo y la pasión que ponía en estas lecturas con voces individualizadas para sus personajes es algo que quizá también contribuyó a su muerte.
Volvió a escribir en el Old Year Magazine hasta su muerte. Poco después fue recibido por la reina Victoria I, la cual era gran lectora de sus obras.
En 1869 Dickens aceptó presidir el Birmingham and Midland Institute, convirtiéndose así en su decimosexto presidente.
Cinco años después del citado accidente, el 9 de junio de 1870, murió al día siguiente de sufrir una apoplejía, sin haber recuperado la consciencia. Contra su deseo de ser enterrado en la catedral de Rochester (la cercana a su domicilio), «de forma barata, sin ostentaciones y estrictamente privada», lo fue en la llamada «Esquina de los Poetas» de la Abadía de Westminster, si bien se procuró respetar su deseo de privacidad. Circuló a su muerte un epitafio impreso en el que se decía que «fue simpatizante del pobre, del miserable, y del oprimido; y con su muerte, el mundo ha perdido a uno de los más grandes escritores ingleses». Dickens estipuló que no se erigiera ningún monumento en su honor; su única estatua de tamaño natural data de 1981, realizada por Francis Edwin Elwell, la cual se encuentra localizada en Clark Park, Filadelfia, en Estados Unidos. Su gran sueño fue el de ser libre y lo consiguió siendo escritor.
Su novela Oliver Twist ha sido llevada en numerosas ocasiones a la gran pantalla:
- Véase: Oliver Twist (desambiguación).

## Estilo literario
El estilo de Dickens es florido y poético, con un fuerte toque cómico. Sus sátiras sobre el esnobismo de la aristocracia británica —él llamaba a uno de sus personajes «El Refrigerador Noble»— son a menudo populares. Comparaciones de huérfanos con accionistas o comensales con muebles son algunas de sus más aclamadas ironías.

### Personajes

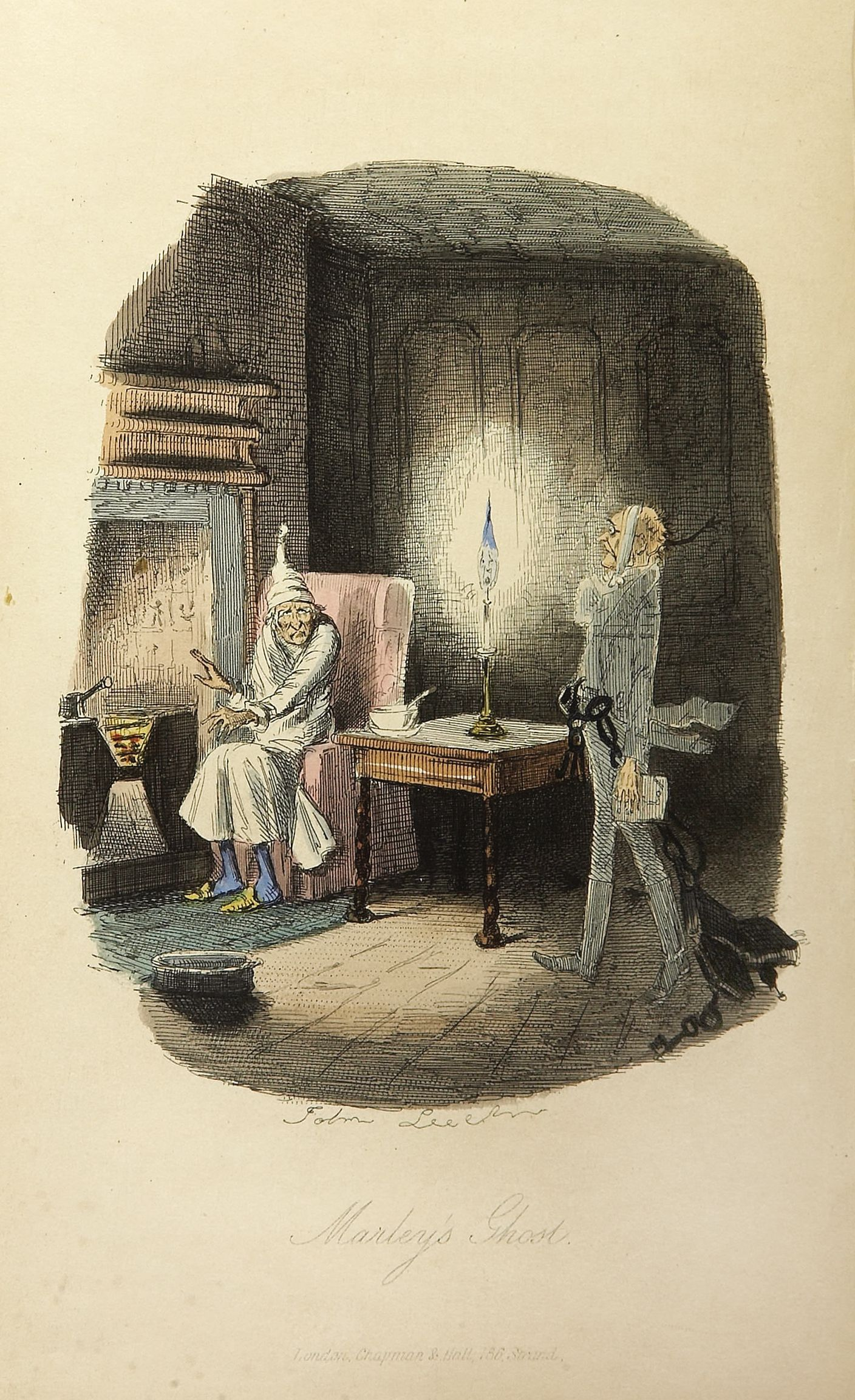
Escena de Cuento de Navidad

Dickens ha sido calificado como un autor cuyos personajes son de los más memorables y creativos en la literatura inglesa —si no exclusivamente por sus peculiaridades insólitas, con certeza por sus nombres—. Personajes como Ebenezer Scrooge, Fagin, Mrs. Gamp, David Copperfield, Charles Darnay, Oliver Twist, Micawber, Pecksniff, Miss Havisham, Wackford Squeers y muchos otros, son tan bien conocidos que se puede hasta creer que tienen una vida fuera de sus novelas y que sus historias continuarían con otros autores. A Dickens le encantaba el estilo del siglo XVIII, el romance gótico, e incluso lo llegó a tomar a juego —La abadía de Northanger, de Jane Austen, fue una muy conocida parodia— y mientras algunos son grotescos, sus excentricidades no suelen eclipsar sus historias. Uno de los personajes mejor dibujados dentro de sus novelas es la misma Londres. Desde los bares de las afueras de la ciudad hasta las orillas del Támesis, todos los aspectos de la capital británica son descritos por alguien que la amaba verdaderamente y que pasaba muchas horas caminando por sus calles.

### Novelas por entregas
La mayoría de las obras maestras de Dickens fueron escritas como entregas mensuales o semanales en periódicos como el Master Humphrey's Clock y el Household Words, siendo posteriormente reimpresas en libros. Estas entregas hacían las historias más baratas y accesibles. Los seguidores estadounidenses, incluso esperaban en los puertos de Nueva York gritando sobre la multitud de un barco que arribaba «¿Está la pequeña Nell muerta?». Parte del gran talento de Dickens era incorporar su estilo por entregas con un coherente final de novela. Sus números mensuales fueron ilustrados por, entre otros, «Phiz» (seudónimo de Hablot Browne). Entre sus más famosos trabajos están Grandes esperanzas, David Copperfield, Oliver Twist, Historia de dos ciudades, Casa desolada, Nicholas Nickleby, Los papeles póstumos del club Pickwick y Cuento de Navidad.
Su forma de concebir los personajes puede entenderse al analizar su relación con los ilustradores. Dickens trabajó muy cercanamente con los ilustradores: al comienzo les daba un prospecto del trabajo, asegurándose de que los personajes y los ambientes eran tal como él los imaginaba. Al leer la correspondencia entre el autor y el ilustrador, pueden ser mejor entendidas las intenciones de Dickens, ya que lo que estaba oculto en su arte está plenamente explicado en estas cartas. Otro hecho que revelan las misivas es que los intereses del lector no siempre coincidían con los del autor. Un gran ejemplo de esto aparece en la novela mensual Oliver Twist. En un episodio de la misma, Dickens metió a Oliver en un enredo de un robo. Esta entrega concluía cuando Oliver recibía un disparo. Los lectores estimaron que se verían forzados a esperar solo un mes para saber cómo había salido el protagonista de ese disparo, pero Dickens no reveló lo que sucedió con el joven Oliver en el siguiente número sino que los ansiosos lectores tuvieron que esperar dos meses para descubrir si el niño viviría. Esto muestra cómo el deseo de un lector involucrado —de saber qué había sucedido— no coincide con la intención del autor, que era la de extender la intriga.
Otro efecto importante del estilo episódico fue la exposición a las opiniones de sus lectores. Como Dickens no escribía sus capítulos mucho antes de su publicación, podía comprobar la reacción pública y cambiar la historia dependiendo de esas mismas reacciones. Un ejemplo de este proceso puede ser visto en sus entregas semanales de la Vieja tienda de antigüedades, que es la historia de una persecución. En esta novela, Nell y su abuelo huyen del villano, Quilp. El progreso de la novela sigue el gradual éxito de la persecución. Mientras Dickens escribía y publicaba las entregas semanales, su buen amigo John Forster le señalaba a Dickens: «Sabes que tendrás que matarla, ¿verdad?». El porqué de este final, se puede explicar por un breve análisis de la diferencia entre la estructura de una comedia y la de una tragedia. En una comedia, la acción cubre una secuencia «tú crees que ellos van a perder, crees que perderán, ellos vencen». En una tragedia es: «Tú crees que ellos vencerán, crees que vencerán, ellos pierden». Como se ve, la conclusión dramática de la historia está implícita en la novela. Así, cuando Dickens escribió la novela en forma de tragedia, el infortunado desenlace era una conclusión ya sabida. Si él no hubiera deseado que su heroína perdiera, no debía haber completado la estructura dramática. Dickens admitió que su amigo Forster tenía razón y, en el final, la pequeña Nell fallece. Dickens también admitió que no deseaba matar a Nell, pero era un novelista y tenía que completar la estructura de la novela.

### Crítica social

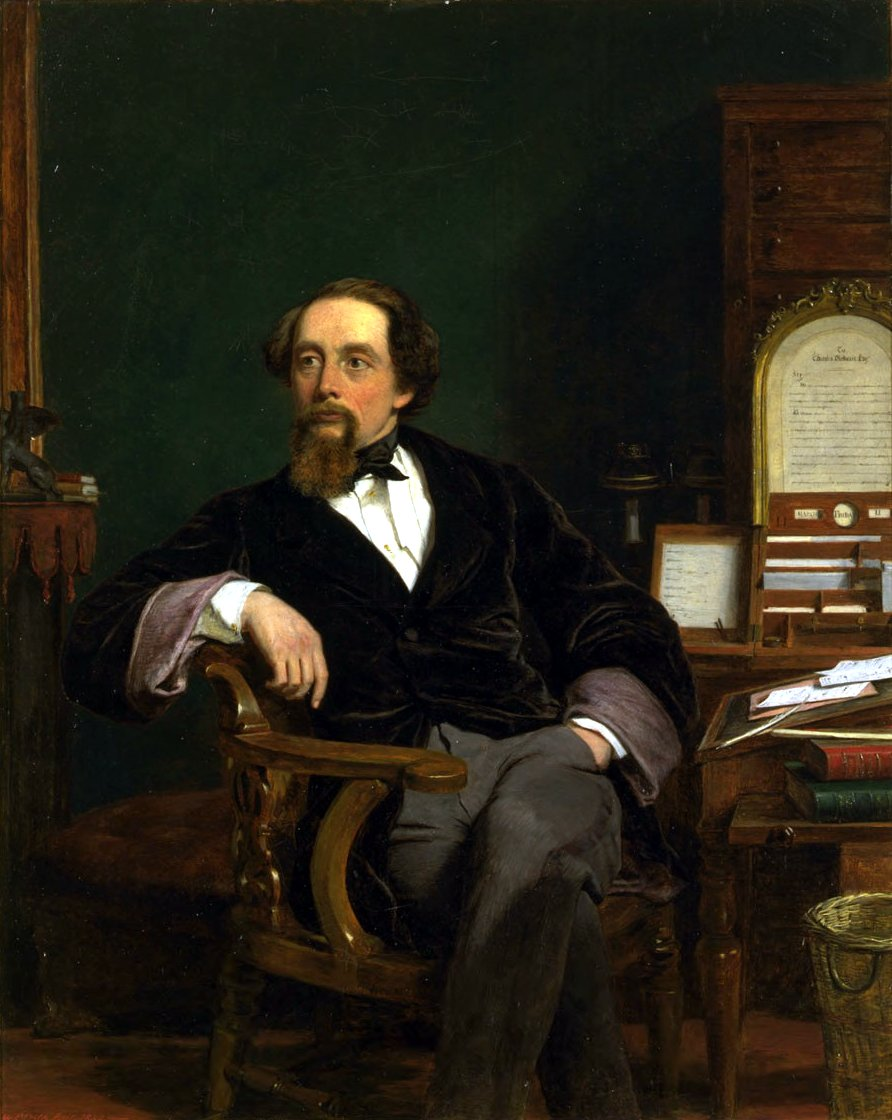
Charles Dickens por Frith

Las novelas de Dickens eran, entre otras cosas, trabajos de crítica social. Él era un fiero crítico de la pobreza y de la estratificación social de la sociedad victoriana. A través de sus trabajos, Dickens mantenía una empatía por el hombre común y un escepticismo por la familia burguesa. La segunda novela de Dickens, Oliver Twist (1839), fue responsable de la limpieza del actual arrabal de Londres que fue la base de la historia La isla de Jacob. Además, con el personaje de una trágica prostituta, Nancy, Dickens «humanizó» a tales mujeres para los lectores, mujeres que eran apreciadas como «desafortunadas», inmorales víctimas inherentes de la economía del sistema victoriano. La casa desolada y La pequeña Dorrit elaboraron extensas críticas hacia el aparato institucional victoriano: los interminables litigios de la corte de la Cancillería que destruyeron las vidas de las personas en La casa desolada y el ataque doble en La pequeña Dorrit con la patente ineficiencia y corrupción de las oficinas y con la irregular especulación de los mercados.

### Técnicas literarias
A menudo Dickens usaba idealizados personajes y escenas de alto toque sentimental contrastando con sus caricaturas y las terribles verdades sociales que revelaba. La larga escena de la muerte de la pequeña Nell en la Vieja tienda de antigüedades (1841) fue recibida como increíble y conmovedora por los lectores de su época, pero fue vista como ridículamente sentimental por Oscar Wilde. En 1903 Chesterton dijo, acerca del mismo tema: «No es la muerte de la pequeña Nell, sino la vida de la pequeña, lo que objeto».
En Oliver Twist, Dickens proporciona a los lectores un idealizado retrato de un joven irrealmente bueno, cuyos valores jamás son subvertidos por brutales orfanatos o forzadas intervenciones en una banda de pequeños carteristas. También sus posteriores novelas se centran en personajes idealizados (como Esther Summerson en Casa desolada y Amy Dorrit en La pequeña Dorrit). Este idealismo sirve solo para destacar el fin de Dickens de conmover con su crítica social. La mayoría de sus novelas están relacionadas con el realismo social, enfocándose en mecanismos de control social que dirigen las vidas de las personas (por ejemplo en las redes industriales en Tiempos difíciles y códigos de clase hipócritas y excluyentes en Nuestro amigo mutuo).
Dickens también emplea increíbles coincidencias (por ejemplo, Oliver Twist resulta ser el sobrino perdido de una familia de la alta sociedad que por azar lo rescata de un peligroso grupo de carteristas). Estas coincidencias son comunes en el siglo XVIII —siglo de las novelas picarescas (como Tom Jones, de Henry Fielding), que Dickens disfrutaba bastante—. Para Dickens esto era un índice de un Cristianismo humanitario que lo llevaba a creer que el bien al final siempre vence, incluso de formas inesperadas. Viendo esto desde un contexto biográfico, la vida de Dickens, contra lo que se esperaba, lo llevó desde una desconsolada niñez forzado a trabajar largas horas en una fábrica de botas a la edad de doce años (cuando su padre se encontraba en la prisión por deudas) hasta su estatus como el novelista más popular de Inglaterra a la edad de veintisiete años.

### Elementos autobiográficos
Todos los autores incorporan elementos biográficos en sus ficciones, pero con Dickens esto es muy notable, incluso cuando temía ocultar lo que él consideraba su vergonzoso, humilde pasado.
David Copperfield es una de las más claras autobiografías, pero las escenas de la Casa desolada de interminables casos de la corte y argumentos legales pudieron venir solo de un periodista que tuvo que reportarlos. La propia familia de Dickens fue enviada a la prisión por pobreza, un tema común en muchos de sus libros, y la detallada descripción de la vida en la prisión de Marshalea en La pequeña Dorrit es debida a las propias experiencias de Dickens en aquella institución.
La pequeña Nell, en La vieja tienda de curiosidades, es un pensamiento que representa a su propia cuñada; el padre de Nicholas Nickleby y Wilkins Micawber son, con seguridad, el propio padre del autor; así como la señora Nickleby y la señora Micawber son similares a su madre. La naturaleza esnob de Pip de Grandes esperanzas también tiene cierta afinidad con el mismo autor. Dickens pudo haber dibujado sus experiencia infantiles, pero él estaba también avergonzado de ellas y no revelaría que sus propias narraciones venían de la mugre.
Muy pocos conocían los detalles de su vida hasta después de seis años de muerto, cuando John Forster publicó una biografía en la cual Dickens había colaborado. Un pasado oscuro en tiempos victorianos pudo viciar reputaciones, así como a algunos de sus personajes, y este era quizá el propio temor de Dickens.

## Obras

### Novelas
- Los papeles póstumos del Club Pickwick (1837)
- Oliver Twist (1838)
- Nicholas Nickleby (1839)
- La tienda de antigüedades (1841)
- Barnaby Rudge (1841)
- Martin Chuzzlewit (1844)
- Dombey e hijo (1848)
- David Copperfield (1850)
- Casa desolada (1853)
- Tiempos difíciles (1854)
- La pequeña Dorrit (1857)
- Historia de dos ciudades (1859)
- Grandes esperanzas (1861)
- Nuestro amigo común (1865)
- El misterio de Edwin Drood (1870; inconclusa)

### Novelas breves navideñas
- Cuento de Navidad (1843)
- Las campanas (1844)
- El grillo del hogar (1845)
- La batalla de la vida (1846)
- El hechizado (1848)

### Cuentos (selección)
- Hombres intrépidos (1853)
- Una casa para alquilar (1858)
- El guardavía (1866)

### No ficción
- Escenas de la vida en Londres por Boz (1836)
- Estampas de Italia (1846)

## Recepción
Estudiosos y escritores como George Gissing y G. K. Chesterton defendieron y aclamaron su dominio de la lengua inglesa como inigualable, sus personajes como inolvidables, y en gran medida su profunda sensibilidad social. No obstante, también recibió críticas de lectores importantes —George Henry Lewes, Henry James y Virginia Woolf, entre ellos—, los cuales achacaron ciertos defectos a sus obras, como el sentimentalismo efusivo, acontecimientos irreales y personajes grotescos.

## Legado

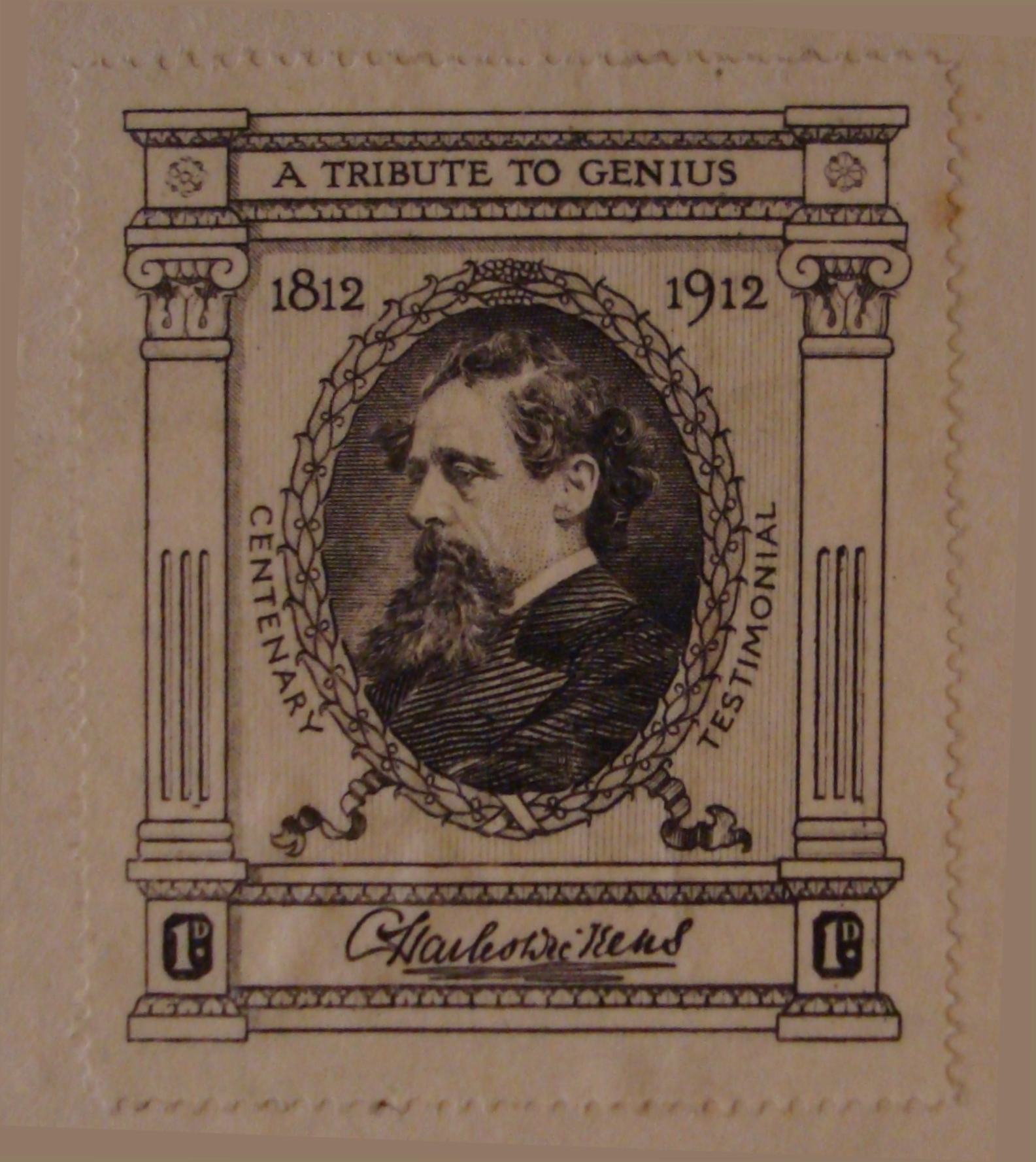
Sello en las guardas de The Centenary Edition of The Works of Charles Dickens in 36 Volumes

Charles Dickens era una personalidad muy reconocida y sus novelas fueron muy populares durante su vida. Su primera novela terminada, Los papeles póstumos del Club Pickwick (1837), le otorgó una inmediata fama que continuó durante toda su carrera. Mantuvo una gran calidad en todos sus escritos y aunque raramente se apartaba de su típico método dickensoniano de siempre intentar escribir una gran «historia» en una manera convencional (la doble narración de Casa desolada es una notable excepción), experimentando con numerosos temas, caracterizaciones y géneros. Algunos de estos experimentos fueron más exitosos que otros y la apreciación pública de sus obras variaron a través del tiempo. Normalmente se alegraba de dar a sus lectores lo que ellos querían y la publicación mensual o semanal de sus trabajos en episodios significaban que el libro podría cambiar mientras la historia ocurría según el gusto del público. Un buen ejemplo de esto son los episodios americanos de Martin Chuzzlewit, los cuales fueron puestos como respuesta de Dickens a más bajo precio de sus primeros capítulos. En Nuestro amigo mutuo la inclusión del personaje de Riaj fue un positivo retrato de un personaje judío, después de la que criticó con Fagin en Oliver Twist.
Su popularidad menguó un poco tras su muerte, pero sigue siendo uno de los más conocidos y más leídos de los escritores británicos. Al menos 180 películas y adaptaciones para la televisión basadas en los trabajos de Dickens confirman el mencionado éxito. Muchos de sus trabajos fueron adaptados para el escenario durante su vida y ya en 1913 se realiza una película muda de Los papeles póstumos del Club Pickwick.
Sus personajes fueron, a menudo, tan memorables, que parecía que habían cobrado vida propia. Gamp se volvió una expresión de jerga para una sombrilla por el personaje de la Señora Gamp, y Pickwickian, Pecksniffian y Gradgrind entraron a los diccionarios debido a los retratos que les hizo Dickens, como quijotescos, hipócritas o insensibles. Sam Weller, el irreverente y atolondrado ayuda de Cámara de Los papeles póstumos del Club Pickwick, era una temprana superestrella, tal vez más conocido que su autor al principio. Esto sucede también en su más conocida novela Cuento de Navidad, con nuevas adaptaciones casi todos los días. Es también la más filmada de las historias de Dickens; muchas versiones datan desde los inicios del cine. Este simple cuento moralista con su tema de redención, para muchos, suma todo el verdadero significado de la Navidad y eclipsa todas las demás historias; además, muestra figuras arquetípicas (Scrooge, Tiny Tim, los fantasmas de la Navidad) de la conciencia occidental. Cuento de Navidad fue escrito por Dickens en un intento de prevenir un desastre financiero como resultado de las bajas ventas de Martin Chuzzlewit. Años después, Dickens compartiría que siempre estuvo «profundamente afectado» al escribir Cuento de Navidad y la novela rejuveneció su carrera como un renombrado autor.
En un tiempo en el que Gran Bretaña era el mayor poder político y económico del mundo, Dickens destacó la vida de los pobres olvidados en el corazón del imperio. A través de su periodismo hizo campaña sobre cuestiones específicas —como la higiene y las workhouses— pero su ficción era probablemente lo más poderoso para cambiar la opinión pública sobre las desigualdades de clase. Seguidamente describió la explotación y represión de los pobres y condenó a las instituciones públicas oficiales que permitían la existencia de tales abusos. Su más estridente acusación sobre estas condiciones está en Tiempos difíciles (1854), su única novela que trata de la clase obrera. En este trabajo, utiliza tanto la virulencia como la sátira para ilustrar cómo este marginado estrato social fue denominado como «Manos» por los empresarios, esto es, que no eran realmente personas, sino solo apéndices de las máquinas que operaban.
Sus escritos inspiraron a otros, en particular a periodistas y figuras políticas, para incluir en sus agendas estos problemas de opresión de clase. Por ejemplo, las escenas de prisión en La pequeña Dorrit y Los papeles póstumos del Club Pickwick fueron los primeros instigadores en la destrucción de Marshalsea y Fleet Prison. En palabras de Karl Marx, Dickens y otros novelistas de la Inglaterra victoriana «...exhibían al mundo más verdades sociales y políticas que las que eran pronunciadas por políticos profesionales, publicistas y moralistas juntos...». La popularidad excepcional de sus novelas, incluso aquellas con temas de oposición social (Casa desolada, 1853; La pequeña Dorrit, 1857; Nuestro amigo mutuo, 1865) subrayaban no solo su casi natural habilidad para crear apremiantes historias e inolvidables personajes, sino que también aseguraban que los temas públicos sociales y de justicia que normalmente eran ignorados, fuesen enfrentados.
Su ficción, con continuas descripciones de la vida inglesa del siglo XIX, ha venido a simbolizar con exactitud y anacronismo la sociedad victoriana (1837-1901) como uniformemente «dickensiana», cuando de hecho, sus novelas relatan el periodo que va de 1770 a 1860. En la década siguiente a su muerte, ocurrida en 1870, un más intenso pesimismo filosófico y social se impusieron en la ficción británica, estos temas contrastaban con la fe religiosa que acompañó incluso a la más desoladora de las novelas de Dickens. Posteriores novelistas de la Inglaterra victoriana como Thomas Hardy y George Grissing fueron influenciados por Dickens, pero sus trabajos exhiben una carencia de creencia religiosa y retrataban personajes inmersos en las fuerzas sociales (principalmente los de la clase baja) que estaban destinados hacia un trágico final más allá de su control.
Los novelistas continúan influenciados por sus libros; por ejemplo, escritores como Anne Rice, Tom Wolfe y John Irving evidencian conexiones directas con Dickens. El humorista James Finn Garner hasta escribió una versión «políticamente correcta» de Un cuento de Navidad. De cualquier manera, Dickens se mantiene hoy como un brillante innovador y algunas veces defectuoso novelista cuyas historias y personajes se han convertido no solo en arquetipos literarios sino también en parte de la imaginación pública.

## Películas
En 2017 se realizó la película The Man Who Invented Christmas, basada en la vida de Dickens y su proceso creativo mientras escribía la historia Cuento de Navidad. Contó con la participación de Dan Stevens, Christopher Plummer y Jonathan Pryce, entre otros connotados actores.